# Strach (film 1928)
Strach (org. The Terror) – horror w reżyserii Roya Del Rutha, nakręcony w 1928 roku; pierwszy dźwiękowy film grozy, a drugi całkowicie udźwiękowiony film wytwórni Warner Brothers.
Reklamując produkcję wytwórnia powoływała się na to, że w filmie tym będzie można usłyszeć grozę. Faktycznie efekty dźwiękowe, które po raz pierwszy pojawiły się w Strachu całkowicie zmieniły sposób budowania napięcia w horrorach – efekty wizualne, tak rozbudowane w niemym kinie grozy, przestały już wystarczać. Strach odniósł wielki sukces komercyjny.
Film był adaptacją sztuki Edgara Wallace’a pod tym samym tytułem.